# 北宗羽介
北 宗羽介（きた そうのすけ）は、日本の映画プロデューサー、映画監督、脚本家である。

## 人物
IGL-Art所属。主に日本の独立系製作・配給に携わった後、海外との共同製作・配給事業に携わるようになる。

## 主な作品

### 映画
- ギヤマンの刀（2015年） - プロデューサー・原作・脚本・監督
- 自治の種まく人（2013年、ドキュメンタリー） - プロデューサー・脚本・監督
- エスペランサ（2013年、原作・太宰治「走れメロス」） - プロデューサー・脚本・監督
- 始業ベルがなる前に（2010年） - プロデューサー・共同脚本・監督
- Gold Standard（2008年） - 共同プロデューサー
- The Ogre's Heaven（2008年） - プロデューサー・脚本・監督
- The Host（2005年） - プロデューサー・脚本・監督
- The Coloureds（2001年） - プロデューサー・脚本・監督
- East Sky（1997年） - プロデューサー・脚本・監督
- Heart in Chaos（1993年） - プロデューサー・脚本・監督
- Video Drug Theater（1991年） - プロデューサー・脚本・監督

### 音声ドラマ
- 神力アイドル ミヤビノシスターズ（2017年、出演：徳井青空・原奈津子・八島さらら・月野もあほか、音響監督：伊豆一彦） - 原作・脚本 [2][3]

### 舞台
- 朱雀の翼（2009年、神奈川県立青少年センター） - プロデューサー
- パルク（2008年、東京藝術劇場 中ホール） - 共同プロデューサー
- 獅子王伝説（2007年、東京藝術劇場 中ホール） - 共同プロデューサー
- ダニーと紺碧の海（1995年、作・ジョン・パトリック・シャンリィ） - 演出